# Монбозон
Монбозо́н (фр. Montbozon) — коммуна во Франции, находится в регионе Франш-Конте. Департамент — Верхняя Сона. Административный центр кантона Монбозон. Округ коммуны — Везуль.
Код INSEE коммуны — 70357.

## География
Коммуна расположена приблизительно в 330 км к юго-востоку от Парижа, в 31 км северо-восточнее Безансона, в 19 км к юго-востоку от Везуля.
По территории коммуны протекает река Оньон.

## Население
Население коммуны на 2010 год составляло 546 человек.
| 1962 | 1968 | 1975 | 1982 | 1990 | 1999 | 2010 |
| ---- | ---- | ---- | ---- | ---- | ---- | ---- |
| 481  | 468  | 434  | 468  | 450  | 477  | 546  |

## Администрация
| Период | Период | Фамилия      | Партия | Примечания |
| ------ | ------ | ------------ | ------ | ---------- |
| 1947   | 1965   | Альбер Шапюи |        |            |
| 1965   | 1975   | Жак Лом      |        |            |
| 1975   | 1993   | Поль Мер     |        |            |
| 1993   | 2014   | Бернар Феди  |        |            |

## Экономика
В 2010 году среди 344 человек трудоспособного возраста (15—64 лет) 268 были экономически активными, 76 — неактивными (показатель активности — 77,9 %, в 1999 году было 66,0 %). Из 268 активных жителей работали 237 человек (139 мужчин и 98 женщин), безработных было 31 (15 мужчин и 16 женщин). Среди 76 неактивных 24 человека были учениками или студентами, 30 — пенсионерами, 22 были неактивными по другим причинам.

## Достопримечательности
- Церковь Рождества Пресвятой Богородицы[фр.] (XV век). Исторический памятник с 2003 года[3]
- Фонтан «Лебедь» (1819 год). Исторический памятник с 1977 года[4]
- Старый дом Русло, известный также как дом Буде (1567 год). Исторический памятник с 1996 года[5]